# Liste von Flötisten
Dies ist eine Liste von Flötisten. Die Einträge sind innerhalb der Musikrichtung alphabetisch geordnet.

## ModerneQuerflöte(Böhmflöte)
- Richard Adeney (1920–2010)
- András Adorján (* 1944)
- Robert Aitken (* 1939)
- Joseph-Henri Altès (1826–1895)
- Joachim Andersen (1847–1909)
- Pierre-Yves Artaud (* 1946)
- Walter Auer (* 1971)
- Julius Baker (1915–2003)
- Georges Barrère (1876–1944)
- Jeanne Baxtresser (* 1947)
- William Bennett (1936–2022)
- Emily Beynon (* 1969)
- Sharon Bezaly (* 1972)
- Theobald Böhm (1794–1881)
- Irmela Boßler
- Jérôme Bourdellon (* 1956)
- Pierre-André Bovey (* 1942)
- Gerhard Braun (1932–2016)
- Giulio Briccialdi (1818–1881)
- Fernand Caratgé
- Silvia Careddu
- Mario Caroli (* 1974)
- Claire Chase (* 1978)
- Kathrin Christians (* 1984)
- Cesare Ciardi (1818–1877)
- Laura Cocks (* ≈1988)
- Samuel Coles (* 1963)
- Leonardo De Lorenzo (1875–1962)
- Jules Demersseman (1833–1866)
- Christiane Dénes (* 1951)
- Berten D’Hollander (* 1965)
- Jim Denley (* 1957)
- Robert Dick (* 1950)
- Franz Doppler (1821–1883)
- Louis Dorus (1812–1896)
- Elena Durán (* 1949)
- Doriot Anthony Dwyer (1922–2020)
- Roberto Fabbriciani (* 1949)
- Michael Faust (* 1959)
- Dieter Flury (* 1952)
- Davide Formisano (* 1974)
- Benoît Fromanger (* 1959)
- Patrick Gallois (* 1956)
- James Galway (* 1939)
- Jeanne Galway (* 1955)
- Philippe Gaubert (1879–1941)
- Severino Gazzelloni (1919–1992)
- Silvia Gelos
- Paul-Agricole Génin (1832–1903)
- Geoffrey Gilbert (1914–1989)
- Peter-Lukas Graf (* 1929)
- Irena Grafenauer (* 1957)
- Lars Graugaard (* 1957)
- Andrea Griminelli (* 1959)
- Raymond Guiot (1930–2025)
- Stephanie Hamburger
- Wally Hase (* 1969)
- Michael Hasel (* 1959)
- Eckart Haupt (* 1945)
- Adolphe Hennebains (1862–1914)
- Camilla Hoitenga (* 1954)
- Peter Humbel
- Maarika Järvi (* 1964)
- André Jaunet (1911–1988)
- Krzysztof Kaczka (* 1977)
- William Kincaid (1895–1967)
- Imme-Jeanne Klett
- Michael Martin Kofler (* 1966)
- Ron Korb (* 1961)
- Walfrid Kujala
- Anne La Berge (* 1955)
- Léopold Lafleurance (1865–1953)
- Karin Leitner (* 1972)
- René Leroy (1898–1985)
- Carin Levine
- Andrea Lieberknecht (* 1965)
- Christiane Lorenz (* 1960)
- Thomas von Lüdinghausen (* 1976)
- Anette Maiburg (* 1963)
- Paul Meisen (1933–2020)
- Karl Friedrich Mess (1921–2011)
- Vukan Milin
- Joce Mienniel (* 1972)
- Hans-Jürgen Möhring
- Annamaria Morini (1950–2016)
- Gareth Morris (1920–2007)
- Marcel Moyse (1889–1984)
- Milan Munclinger (1923–1986)
- Aurèle Nicolet (1926–2016)
- Hallfríður Ólafsdóttir
- Gerhard Otto (1914–1992)
- Martina Overlöper (* 1974)
- Emmanuel Pahud (* 1970)
- Kathinka Pasveer (* 1959)
- Marina Piccinini (* 1968)
- Gunther Pohl (* 1941)
- Wilhelm Popp (1828–1903)
- Stephen Preston (* 1945)
- Emil Prill (1867–1940)
- Philippe Racine
- Jean-Pierre Rampal (1922–2000)
- Joseph Rampal (1895–1983)
- Kurt Redel (1918–2013)
- Felix Reimann (* 1964)
- Anthony Reiss
- Klaus-Peter Riemer (* 1944)
- Britta Roscher (* ≈1970)
- Renate Ruge-von Rohden (1926–2023)
- Tatjana Ruhland (* 1972)
- Matthias Rütters
- Gustav Scheck (1901–1984)
- Adolf Scherbaum (1931–2003)
- Hans-Peter Schmitz (1916–1995)
- Wolfgang Schulz (1946–2013)
- Karl-Heinz Schütz (* 1975)
- André Sebald
- Karl-Bernhard Sebon (1935–1994)
- Elaine Shaffer (1925–1973)
- Angelika Sheridan (* 1965)
- Harvey Sollberger (* 1938)
- Christian Sprenger (* 1968)
- Annette von Stackelberg (* 1954)
- Mimi Stillman (* ≈1983)
- Paul Taffanel (1844–1908)
- Er’ella Talmi
- Helmut Trawöger (* 1948)
- Norbert Trawöger (* 1971)
- Alja Velkaverh (* 1982)
- Peter Verhoyen (* 1968)
- Günter Voglmayr (1968–2012)
- Edmund Wächter (* 1954)
- Eugène Walckiers (1793–1866)
- Camillo Wanausek (1906–1999)
- Elisabeth Weinzierl
- Henrik Wiese (* 1971)
- Manuela Wiesler (1955–2006)
- Robert Hugh Willoughby (1921–2018)
- Ransom Wilson (* 1951)
- John Wummer
- Trevor Wye (* 1935)
- Karlheinz Zöller (1928–2005)
- Ariel Zuckermann (* 1973)
- Manuel Zurria (* 1962)

## Historische Querflöte (Traversflöte)
- Giovanni Antonini (* 1965)
- Benoit Tranquille Berbiguier (1782–1838)
- Charlotte Berger (* 1985)
- Lisa Beznosiuk (* 1956)
- Michel Blavet (1700–1768)
- Joseph Bodin de Boismortier (1689–1755)
- Linde Brunmayr-Tutz
- Jan De Winne (* 1962)
- François Devienne (1759–1803)
- Louis Drouet (1792–1873)
- Friedrich Ludwig Dulon (1769–1826)
- Friedrich der Große (1712–1786)
- Ulrike Engelke (* 1941)
- Joseph Guillou (1787–1853)
- Nancy Hadden
- Wilbert Hazelzet (* 1948)
- Jacques-Martin Hotteterre „Le Romain“ (1674–1763)
- Antoine Hugot (1761–1803)
- Konrad Hünteler (1947–2020)
- Barthold Kuijken (* 1949)
- Michel de La Barre (1675–1745)
- Sylvie Lacroix (* 1959)
- Hans-Martin Linde (* 1930)
- Philippe Rebille Philbert (1639–1717)
- René Pignon Descoteaux (1645–1728)
- Stephen Preston (* 1945)
- Johann Joachim Quantz (1697–1773)
- Friedrich Wilhelm Riedt (1710–1783)
- Eva Maria Schieffer (* 1971)
- Maximilian Schwedler (1853–1940)
- Peter Thalheimer (* 1946)
- Johann George Tromlitz (1725–1805)
- Jean-Louis Tulou (1786–1865)
- Jed Wentz (* 1960)
- Hajo Wienroth
- Henrik Wiese (* 1971)
- Johann Georg Wunderlich (1755–1819)
- Manfredo Zimmermann (* 1952)

## Jazz-Flötisten
- Gerald Beckett
- Mariane Bitran (* 1961)
- Isabelle Bodenseh (* 1969)
- Andrea Brachfeld (* 1954)
- Max Cilla (* 1944)
- Charles Davis (* 1946)
- Tilmann Dehnhard (* 1968)
- Robert Dick (* 1950)
- Anne Drummond
- Michele Gori (* 1980)
- Lars Graugaard (* 1957)
- Raymond Guiot (1930–2025)
- Peter Heidl (* 1958)
- Anne-Christine Heinrich (* 1984)
- Michael Heupel (* 1955)
- Chris Hinze (* 1938)
- Holly Hofmann (* 1956)
- Paul Horn (1930–2014)
- Ludivine Issambourg (* 1983)
- Kent Jordan (* 1958)
- Ron Korb
- Hubert Laws (* 1939)
- Stefano Leonardi (* 1978)
- Gareth Lockrane (* 1976)
- Herbie Mann (1930–2003)
- Daniel Manrique-Smith (* 1982)
- Bill McBirnie (* 1953)
- Lloyd McNeill (1935–2021)
- Nicole Mitchell (* 1967)
- James Newton (* 1953)
- Greg Pattillo (* 1977)
- Krzysztof Popek (* 1957)
- Oliver Roth (* 1977)
- Simeon Shterev (1943–2020)
- Ronald Snijders (* 1951)
- Jeremy Steig (1942–2016)
- Nicola Stilo (* 1956)
- Néstor Torres (* 1957)
- Conni Trieder (* 1987)
- Dave Valentin (1952–2017)
- Stephanie Wagner (* 1967)
- Chris Weinheimer (* 1964)
- Ben Zahler (* 1979)

(nicht ausschließlich)
- Paul Berberich (* 1985)
- Pernille Bévort (* 1966)
- Jane Bunnett (* 1955)
- Wolf Burbat (* 1946)
- Wayman Carver (1905–1967)
- Basil Coetzee (1944–1998)
- Buddy Collette (1921–2010)
- Eric Dolphy (1928–1964)
- Bob Downes (* 1937)
- Marty Ehrlich (* 1955)
- Joe Farrell (1937–1986)
- Peter Guidi (1949–2018)
- Jimmy Hastings (1938–2024)
- Vincent Herring (* 1964)
- Bobbi Humphrey (* 1950)
- Chris Hunter (* 1957)
- Gerd Husemann (1921–1990)
- Bobby Jaspar (1926–1963)
- Dirko Juchem (* 1961)
- Musa Kaleem (1921–1988)
- Robin Kenyatta (1942–2004)
- Roland Kirk (1936–1977)
- Beate Kittsteiner (* 1958)
- Harry Klee
- Erica von Kleist (* 1982)
- Steve Kujala (* 1955)
- Andrew Lamb (* 1958)
- Prince Lasha (1929–2008)
- Yusef Lateef (1920–2013)
- Kathrin Lemke (1971–2016)
- Charles Lloyd (* 1938)
- Clémence Manachère (* ≈1988)
- Emil Mangelsdorff (1925–2022)
- Najee (* 1957)
- René McLean (* 1946)
- Harold McNair (1931–1971)
- Hervé Meschinet (* 1959)
- Joce Mienniel (* 1972)
- James Moody (1925–2010)
- Kathryn Moses (1943–2021)
- Sam Most (1930–2013)
- Mike Mower (* 1958)
- Charlotte Ortmann (* 1985)
- Harold Ousley (1929–2015)
- Andy Panayi (* 1964)
- Hermeto Pascoal (* 1936)
- Javier Paxariño (* 1953)
- Pixinguinha (1897–1973)
- Seldon Powell (1928–1997)
- Wolfgang Puschnig (* 1956)
- Pekka Pylkkänen (* 1964)
- Bobby Rangell (* ≈1958)
- Nelson Rangell (* 1960)
- Jerome Richardson (1920–2000)
- Sam Rivers (1923–2011)
- Amy Roberts (* 1988)
- Anna-Lena Schnabel (* 1989)
- Bud Shank (1926–2009)
- Sahib Shihab (1925–1989)
- Ronald Snijders (* 1951)
- Alberto Socarras (1908–1987)
- Les Spann (1932–1989)
- Andreas Spannagel (* 1960)
- James Spaulding (* 1937)
- Jiří Stivín (* 1942)
- Stan Strickland (* ≈1950)
- John Stubblefield (1945–2005)
- Lew Tabackin (* 1940)
- Jérôme Thomas (* 1963)
- Barbara Thompson (1944–2022)
- Henry Threadgill (* 1944)
- Norris Turney (1921–2001)
- Harold Vick (1936–1987)
- Carlos Ward (* 1940)
- Grover Washington, Jr. (1943–1999)
- Frank Wess (1922–2013)
- Steve Wilson (* 1961)
- Leo Wright (1933–1991)
- Pete Yellin (1941–2016)
- Alexander Zonjic (* 1951)

## Rock-/Fusion-/Funk-Flötisten
- Ian Anderson (* 1947) (Jethro Tull)
- Klaus Dapper (* 1948) (Bröselmaschine)
- Art Ellis (Pearls Before Swine)
- Peter Gabriel (* 1950) (Genesis)
- Klaus Gülden (Rufus Zuphall)
- Bobbi Humphrey (* 1950)
- Fred Jackson, Jr. (* ≈1945)
- Tinkara Kovač (* 1978)
- Thijs van Leer (* 1948) (Focus)
- Björn J:son Lindh (1944–2013)
- Lenny Mac Dowell (* ≈1950)
- Charles Miller (1939–1980), mit Eric Burdon und War
- Dick Morrissey (1940–2000) (If)
- Jaime Muela (* 1957)
- Pedro Ontiveros (* 1952)
- Ray Thomas (1941–2018) (The Moody Blues)
- Barbara Thompson (1944–2022)
- Dieter Weberpals (* 1954)

## Folklore, Weltmusik
- Clive Bell (* 1950)
- Joaquim Calado (1848–1880)
- Max Cilla (* 1944)
- Kudsi Ergüner (* 1952)
- Steph Geremia
- Steve Gorn
- Peter Heidl (* 1958)
- Gerd Husemann (1921–1990)
- Ron Korb (* 1961)
- Herbie Mann (1930–2003)
- Ned McGowan (* 1970)
- Matt Molloy (* 1947)
- Jaime Muela (* 1957)
- Francis O’Neill (1848–1936)
- Morgana Moreno (* 1990)
- Pedro Ontiveros (* 1952)
- Javier Paxariño (* 1953)
- Əlixan Səmədov (* 1964)
- Patápio Silva (1880–1907)
- Michael Tubridy (* 1935)
- Dieter Weberpals (* 1954)

## Panflöte
- Michael Dinner (* 1974)
- Damian Drăghici (* 1970)
- Ulrich Herkenhoff (* 1966)
- Petruța Küpper (* 1981)
- Damian Luca (* 1936)
- Leo Rojas (* 1984)
- Matthias Schlubeck (* 1973)
- Edward Simoni (* 1959)
- Simion Stanciu „Syrinx“ (1949–2010)
- Gheorghe Zamfir (* 1941)

## Bansuri(Nordindische Bambusflöte)
- Hariprasad Chaurasia (* 1938)
- Pannalal Ghosh (1911–1960)
- Pravin Godkhindi (* 1973)
- Rupak Kulkarni
- Ronu Majumdar (* 1963)

## Blockflöte
Siehe Liste von Blockflötisten

## Weblink
- Flutists Worldwide – Informationen zu Biographie und Wirken wichtiger, heute aktiver Flötisten und Flötistinnen